# 弗拉迪米尔·琼奇
弗拉迪米尔·琼奇（1928年1月13日—2012年10月15日），克罗地亚男子足球运动员，场上位置是中场。他曾代表南斯拉夫国奥队参加1952年夏季奥林匹克运动会足球比赛，获得一枚银牌。